# Avesnes-le-Sec

Avesnes-le-Sec este o comună în departamentul Nord, Franța. În 1 ianuarie 2022 avea o populație de 1.453 de locuitori.